# Léraba (Fluss)
Der Léraba ist ein Fluss in Westafrika.

## Verlauf
Er ist ein Nebenfluss des Comoé, der aus der Vereinigung des westlichen Léraba und des östlichen Léraba nahe Niangoloko entsteht. Entlang der gesamten 165 km bildet er die Grenze zwischen Burkina Faso und der Elfenbeinküste.
Am burkinischen Ufer schließt sich an den Fluss ein Naturschutzgebiet an, der Forêt Classée et Réserve Partielle de Faune de la Comoé-Léraba.